# Восточнопротестантское христианство
Восточнопротестантское христианство (или восточнореформатское христианство) — термин, охватывающий ряд разнородных протестантских христианских конфессий, которые возникли начиная со второй половины XIX века за пределами территорий, охваченных средневековыми («западными») протестантскими движениями, известными как Реформация. Часть восточнопротестантских церквей появилась в результате раскола православных и древних восточных церквей (доэфесских и древневосточных православных) и по этой причине в различной степени сохраняет элементы восточного христианства. Другая часть возникла, когда существующие протестантские церкви полностью или частично переняли восточнохристианские литургические обряды. Некоторые другие являются результатом реформирования православных верований и практик, вдохновленных учениями западных протестантских миссионеров. Часть восточнопротестантских церквей находится в общении с аналогичными западнопротестантскими церквями. На сегодняшний день универсального общения между различными восточнопротестантскими церквями не существует. Это связано с различиями в политических взглядах, обрядах, литургии и ориентации религиозных деноминаций, подпадающих под эту категорию.

## Основные ветви

### Англиканство

#### Сирийская церковь Мара Фомы

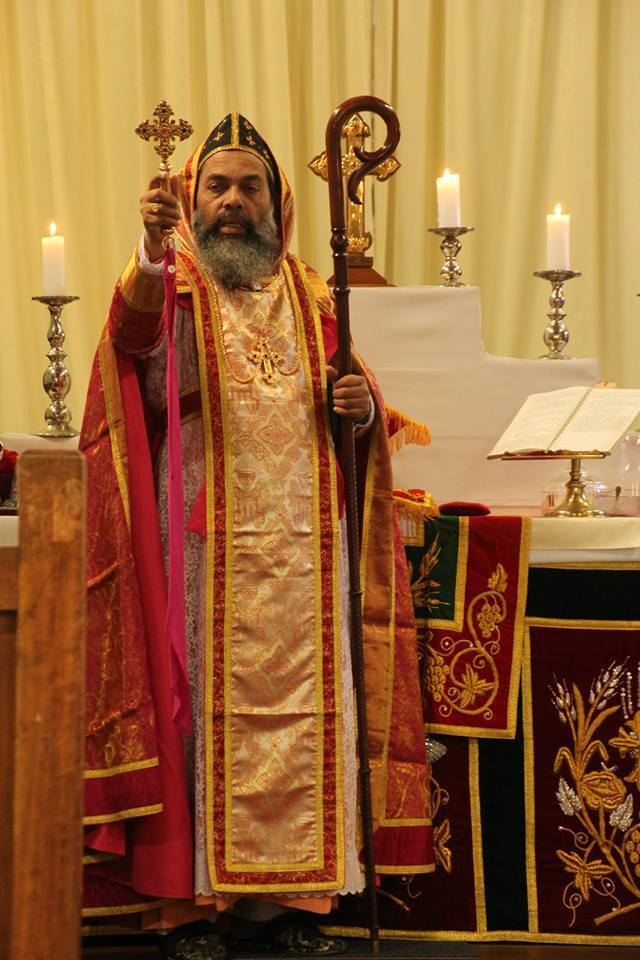
Епископ Сирийской церкви Мара Фомы в богослужебном облачении

Церковь Мара Фомы берёт своё начало в реформационном движении Маланкарской церкви (объединявшей христиан апостола Фомы западно-сирийского обряда) во второй половине XIX века. В то время Индия являлась частью Британской империи, а Маланкарская церковь находилась в общении с Сирийским православным патриархатом Антиохии. Одновременно с этим в Южную Индию прибыли англиканские миссионеры из Англии, основавшие церковную семинарию и осуществившие перевод Библии на малаялам. Вдохновленные учениями миссионеров и впитав от них идеи протестантской Реформации, несколько священников под руководством Авраама Малпана инициировали церковные реформы, которые не были встречены тепло Маланкарской церковью. Последовавшие за этим судебные разбирательства закончились в 1889 году решением в пользу патриаршей фракции. Фракция реформаторов же объявила себя независимой церковью. На сегодняшний день протестантская Сирийская церковь Мара Фомы имеет 11 архиереев, 1149 священников и более миллиона мирян. Сохраняя многие из сирийских высоких церковных практик, Церковь Мара Фомы по своей доктрине реформирована: в частности, здесь используется реформированный вариант литургии апостола Иакова, многие части которой написаны на местном языке. Церковь Мара Фомы находится в полном общении с Англиканским сообществом и поддерживает дружеские отношения со многими другими церквями.

#### Общество англиканства восточного обряда
Общество англиканства восточного обряда (SERA) — организация, основанная в 2013 году и нацеленная на продвижение восточного обряда в Англиканском сообществе на базе разработанной ею «англо-православной божественной литургии» (основанной на литургии святителя Иоанна Златоуста).

### Лютеранство
Восточное лютеранство охватывает лютеранские церкви, которые используют в литургии византийский обряд. Он уникален тем, что основан на восточнохристианском обряде, используемом в православных церковях, и включает в себя теологию Богослужения (нем. Gottesdienst), содержащуюся в Формуле мессы — основном своде лютеранских литургий на Западе.

#### Лестадианство
На крайнем севере Скандинавского полуострова проживают саамы, часть которых исповедуют форму протестантизма, называемую апостольским лютеранством или лестадианством (по имени его проповедника Ларса Леви Лестадиуса). В России лестадианцы ассоциируются с Церковью Ингрии, но, поскольку лестадианство считается межконфессиональным движением, среди прихожан имеются как лютеране, так и православные. Православные лестадианцы известны в России как ушковайзет.

#### Украинская лютеранская церковь
Украинская лютеранская церковь (УЛЦ), ранее называвшаяся Украинской евангелической церковью Аугсбургского исповедания, — лютеранская церковь византийского обряда, базирующаяся в Украине. Церковь включает в себя 25 общин, насчитывающих более 2500 членов. Духовенство обучается в Свято-Софийской украинской лютеранской духовной семинарии в Тернополе. УЛЦ является членом Конфессиональной евангелическо-лютеранской конференции (CELC), всемирной организации лютеранских церковных организаций одинаковых убеждений.

### Реформатство

#### Ассирийская евангелическая церковь
Ассирийская евангелическая церковь — ближневосточная церковь, получившая церковную независимость в 1870 году благодаря усилиям пресвитерианской миссии в Персии. Её первыми прихожанами стали этнические ассирийцы, прежде составлявшие паству Ассирийской церкви Востока и её ответвлений, либо Сирийской православной церкви.

#### Армянская евангелистская церковь
Армянская евангелистская церковь образовалась вследствие попыток реформировать Армянскую Апостольскую церковь. Реформаторы находились под влиянием миссионеров Американского Совета уполномоченных по иностранным миссиям, прибывших в Османскую империю в начале XIX века и издавших Библию в турецком переводе.
Инициатором реформ стал Григор Пешдималджян, руководивший на тот момент школой подготовки армянского апостольского духовенства под патронажем Константинопольского патриархата Армянской апостольской церкви. Именно в этой школе возникло общество под названием «Пиетистский союз», члены которого организовывали собрания по изучению Библии, где поднимали вопросы о противоречиях между библейскими истинами и практикуемыми Армянской Апостольской церковью обрядами. Союз, как видно из названия, пропагандировал пиетизм, которого, по их мнению, была лишена их церковь.
Патриарх Матевос был против любых реформ и отлучил членов союза от церкви. Этот раскол привёл к образованию 1 июля 1846 года в Константинополе Армянской евангелистской церкви. К 1850 году новая церковь получила официальное признание со стороны османского правительства. На сегодняшний день армянские евангелические общины существуют на Ближнем Востоке и в диаспоре.

### Евангельское христианство

#### Индийская евангелическая церковь Святого Фомы
Индийская евангелическая церковь Святого Фомы — евангелическая епископальная деноминация, базирующаяся в индийском штате Керала. Она возникла в результате раскола восточнопротестантской Сирийской церкви Мара Фомы в 1961 году. Приверженцы верят, что всё необходимое для спасения и праведной жизни дано в Библии. Церковь занимается активной евангелизацией. Штаб-квартира этой церкви находится в Тирувалле.

#### Ассирийская пятидесятническая церковь
Ассирийская пятидесятническая церковь — пятидесятническая христианская конфессия, возникшая в 1940-х годах среди ассирийцев Ирана и распространившаяся среди ассирийцев Ирака, Турции и Сирии. Богослужение проводится на новоарамейском языке. Большинство её членов — потомки прихожан Ассирийской церкви Востока и её ответвлений, либо Сирийской православной церкви. Эта деноминация входит в братство ассамблей Бога.

#### Восточная Церковь верующих
Восточная церковь верующих (ранее — Церковь верующих) — христианская конфессия, уходящая корнями в пятидесятничество, с центром в индийском штате Керала. В 2003 году церковь добилась от индийских англиканских епископов рукоположения её основателя К. П. Йоханнана в сан епископа. С тех пор эта деноминация переняла некоторые элементы восточнохристианского богослужения и практики, такие как использование помазанных святых масел, при этом оставаясь верной принципу sola scriptura. В 2017 году была официально переименована в Восточную церковь верующих, дабы «лучше выразить свои связь с православной традицией».

#### Евангелическая церковь Румынии
Евангелическая церковь Румынии — одна из восемнадцати официально признанных религиозных конфессий Румынии. Церковь возникла между 1920 и 1924 годами усилиями румынских православных богословов Думитру Корнилеску и Тудора Попеску.
Перевести Библию на современный румынский язык диакона Корнилеску побудила молдавская княжна Калимаки. Занимаясь переводом Послания к Римлянам, Корнилеску заинтересовался концепцией личного спасения. К тому времени когда он завершил перевод, он уже был убеждённым евангелистом. Впоследствии Корнилеску служил диаконом у Тудора Попеску в Бухаресте. Через некоторое время Попеску, под влиянием Корнилеску, обратился в евангельское христианство. Постепенно у них появилось значительное число последователей, в том числе среди священников Румынской православной церкви. Они поставили под сомнение многие православные обычаи, которые считали небиблейскими. Тудора Попеску называли румынским Мартином Лютером за его попытки реформировать Румынскую православную церковь.
Румынская православная церковь лишила Тудора Попеску духовного сана, а Думитру Корнилеску был вынужден покинуть страну. В 1939 году евангельские христиане Румынии основали Христианско-евангелическую церковь, протестантскую деноминацию западного образца, сформировавшуюся под влиянием Плимутских братьев, и добились её официального признания в 1946 году. Последователи Попеску, называемые «тудористами», изначально примкнули к ней, но между двумя группами возникли разногласия, в первую очередь в вопросе крещения младенцев (тудористы, как и православные, считали его необходимым). В 1989 году тудористы откололись от Христианско-евангелической церкви, основав Евангелическую церковь Румынии.

#### Евангелическая православная церковь
Евангелическая православная церковь (ЕПЦ) — христианская конфессия, сочетающая евангелический протестантизм с чертами восточного православия, объединившая в 1979 Питером Э. Гиллквистом и его соратниками, желавшими восстановить христианство в его примитивной форме. С момента своего основания ЕПЦ искала различные способы получения апостольского преемства, включая безуспешный визит к Константинопольскому патриарху. Наконец, в 1987 году патриарх Антиохийский Игнатий IV позволил создать в составе Антиохийской православной архиепископии Северной Америки евангелическо-православную миссию, состоящую примерно из двух десятков приходов. В 1995 году, однако, миссия была полностью интегрирована в архиепископию.

#### Пентай
«Пентай» — термин, используемый в амхарском языке и языке тигринья для обозначения христиан-евангелистов в Эфиопии и Эритрее. На это движение оказало влияние господствующее православное христианство этих стран, а также пятидесятничество. Поскольку протестантизм является относительно новым явлением в Эфиопии, большинство пентаев — это бывшие христиане-нехалкидониты. Многие из этих групп описывают свою религию как православную в культурном отношении, но протестантскую по доктрине. Община оценивает своё количество в 16 500 000 членов. В Эфиопии пентаи могут составлять до 19% населения, в Эритрее же они — незначительное меньшинство.